# الببر توني
الببر توني (بالإنجليزية: Tony the Tiger)‏ هو التميمة الكرتونية الإعلانية لحبوب الإفطار (المعروفة أيضًا باسم Frosties) من شركة كلوقز، والتي تظهر على عبواتها الإعلانية والإعلانات، امتدت الشخصية لعدة أجيال وأصبحت رمز حبوب الإفطار.